# Міненко Павло Олександрович
Павло Олександрович Міненко (8 квітня 1944, Орджонікідзе (нині Покров), Дніпропетровської області — 12 травня 2021, Кривий Ріг, Дніпропетровської області) — український науковець в галузі геофізики, геоінформатики, обчислювальної математики, доктор фізико-математичних наук, професор.

## Професійна біографія
1961—1966 — навчання в Дніпропетровському гірничому інституті за спеціальністю «Геофізичні методи пошуку та розвідки родовищ корисних копалин». 1966—1970 — працював на посадах інженера-геофізика у Криворізький геофізичній експедиції, тресті «Дніпрогеофізика», Інституті геотехнічної механіки АН УРСР (Дніпро).
1970—1979 — начальник дільниці шахти Рудоуправління імені Кірова (Кривий Ріг).
1979—1992 — завідувач математичної лабораторії Науково-дослідного гірничорудного інституту Міністерства чорної металургії СРСР (Кривий Ріг). З 1983 року на викладацькій роботі у закладах вищої освіти Кривого Рогу.
1983—2003 — викладач Криворізького технічного університету.
2002—2008 — доцент Криворізької філії Європейського університету.
2009—2021 — доцент, професор кафедри інформатики та прикладної математики Криворізького державного педагогічного університету.

## Наукова діяльність
1968—1972 — навчання в аспірантурі Дніпропетровського гірничого інституту.
1973 року захистив дисертацію «Використання гравірозвідки для пошуків рудних покладів навколо гірничих виробіток Кривбасу» на здобуття наукового ступеня кандидата геолого-мінералогічних наук, науковий керівник — професор Яким Юньков.
2011 — захистив дисертацію «Фільтраційні ітераційні методи й критерії стійких розв'язків екстремальних обернених лінійних задач гравіметрії та магнітометрії (на прикладі руднопошукових задач)» на здобуття наукового ступеня доктора фізико-математичних наук за спеціальністю «Геологічна інформатика» в спеціалізованій вченій раді Київського національного університету імені Тараса Шевченка.
2013 — надано вчене звання професора кафедри інформатики та прикладної математики. Результати науково-дослідної роботи висвітлено в понад 100 працях зокрема в доповідях Академії наук УРСР та Національної академії наук України. Має 15 авторських свідоцтв на винаходи, 2 патенти.